# Rajella
Rajella es un género de peces rajiformes de la familia Rajidae.

## Especies
Se reconocen las siguientes especies:
- Rajella alia (Garman, 1899)
- Rajella annandalei (Weber, 1913)
- Rajella barnardi (Norman, 1935)
- Rajella bathyphila (Holt & Byrne, 1908)
- Rajella bigelowi (Stehmann, 1978)
- Rajella caudaspinosa (von Bonde & Swart, 1923)
- Rajella challengeri Last & Stehmann, 2008
- Rajella dissimilis (Hulley, 1970)
- Rajella eisenhardti Long & McCosker, 1999
- Rajella fuliginea (Bigelow & Schroeder, 1954)
- Rajella fyllae (Lütken, 1887)
- Rajella kukujevi (Dolganov, 1985)
- Rajella leopardus (von Bonde & Swart, 1923)
- Rajella nigerrima (de Buen, 1960)
- Rajella purpuriventralis (Bigelow & Schroeder, 1962)
- Rajella ravidula (Hulley, 1970)
- Rajella sadowskii (Krefft & Stehmann, 1974)